# Parque Nacional Montanha Santa Bárbara
O Parque Nacional Montanha Santa Bárbara (anteriormente denominado Parque Nacional Santa Bárbara) é um parque nacional nas Honduras. Foi estabelecido no dia 1 de janeiro de 1987 e cobre uma área de 121,3 quilómetros quadrados. Tem uma altitude de 2.777 metros.
O seu pico pode ser alcançado pelo lado sudeste, subindo desde o povoado de Los Andes.